# Bal i forsamlingshus
|  | Denne artikel er oprettet af botten Steenthbot ud fra en ekstern database. Den kan derfor have sproglige fejl eller mangler. Denne skabelon kan fjernes efter kontrol af indholdet. |

Bal i forsamlingshus er en dansk dokumentarisk optagelse fra 1920.

## Handling
Dansescener inde i forsamlingshus. Damer og herrer udendørs går med hinanden under armen i en lang række. Muntert selskab af opstemte personer.